# 馬來西亞華校教師會總會
馬來西亞華校教師會總會，簡稱教總，是馬來西亞華文教育組織，成立於1951年，由馬來西亞各地區、州屬之教師會組成，致力於推動華文教育工作。 常與馬來西亞華校董事聯合會總會（董總）合稱為董教總，捍衛馬來西亞華文教育權益。

## 宗旨

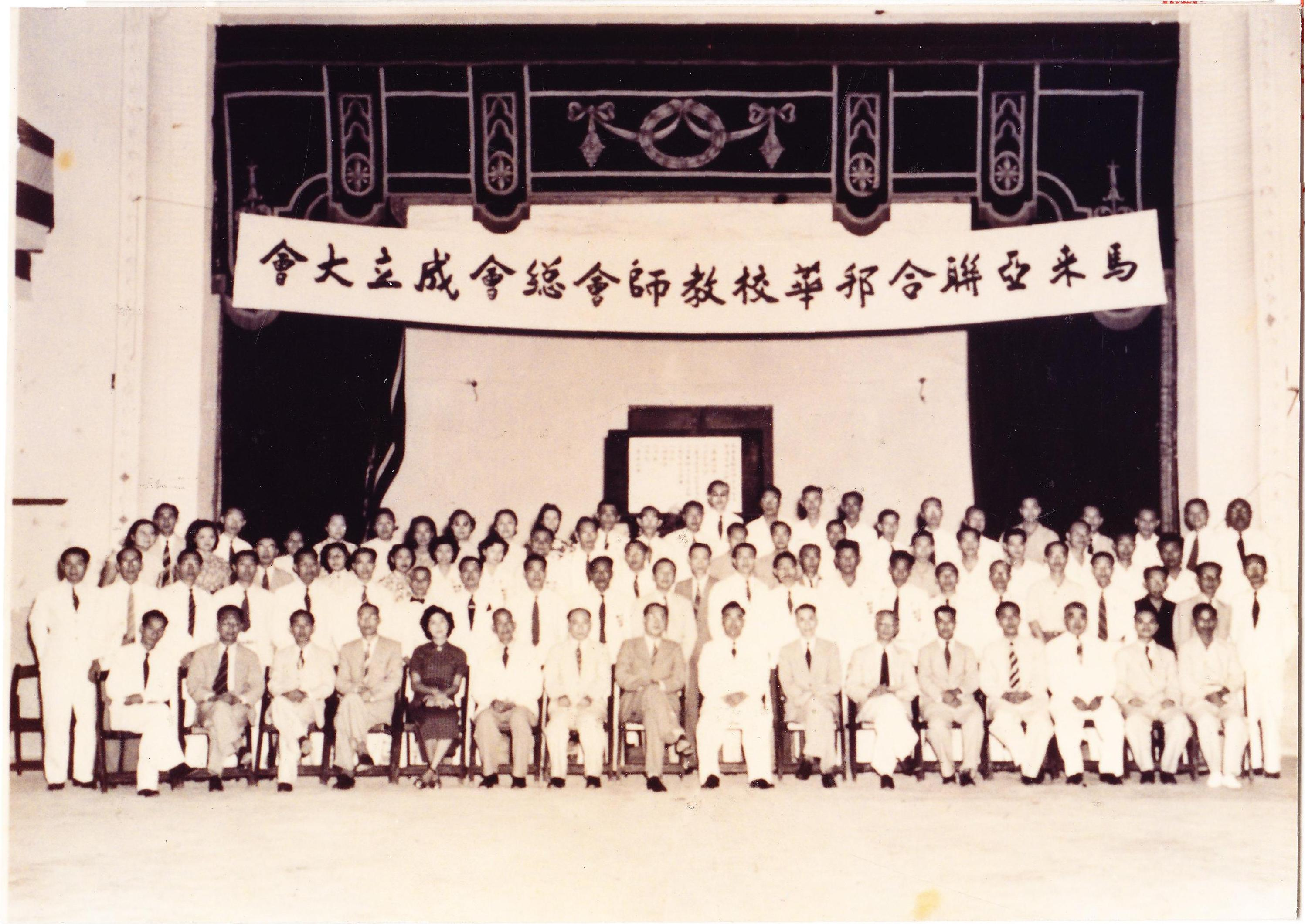
1951年12月25日马来亚联合邦华校教师会总会成立大会

1951年马来亚联合邦華校教師會總會成立，但後來由一個原本為華校教師謀求福利的組織，轉變為捍衛華文教育的先驅。其宗旨如下：
- 聯絡馬來西亞各地華校教師感情，謀求教師福利及發揚中華文化。
- 研究及促進教育。
- 爭取華文教育以至華裔國民平等地位。

## 歷任主席
- 1951年12月-1952年2月：陳充恩(第一屆，遇狙身亡)
- 1952年2月-5月：周曼沙  (代主席)
- 1952年5月-12月：黎博文（代主席）
- 1952年12月-1953年12月：蔡任平（第二屆）
- 1953年12月-1961年12月：林連玉（第三至第十屆）
- 1961年12月-1963年12月：黃潤岳（第十一至第十二屆）
- 1963年12月-1965年12月：丁品松（第十三至第十四屆）
- 1965年12月-1994年5月：沈慕羽（第十五至第四十二屆
- 1994年5月-2020年12月：王超群（第四十三至第六十八屆）
- 2020年12月至今：謝立意（第六十九屆至今）

## 外部連結
- 教总教育资讯网 （页面存档备份，存于）
- 馬來西亞華文教育簡史